# Marta Hurst
Marta Hurst, född 7 juli 1992 i Portugal, är en beachvolley och volleybollspelare (vänsterspiker). Hon spelar i Portugals landslag sedan 2012 och deltog med dem i  EM 2019.
På klubbnivå har hon spelat för USC Münster (2021-), OSACC Haro Rioja Vóley (2019-2021), Hermaea Olbia (2018-2019), Fachadas Dimurol Libby's (2018-2019), OSACC Haro Rioja Vóley (2017-2018), CVB Barça (2016-2017), Porto Vólei (2014-2016), Rosário Voleibol (2013-2014) och GDC Gueifães (2010-2013).
Hon spelade i U19-världsmästerskapet i beachvolleyboll 2010 tillsammans med Maria Caseira och U23-världsmästerskapet i beachvolleyboll 2011 tillsammans med Rosa Couto, i bägge fallen utan att vinna någon match.